# Franki Wroczyńskie
Franki Wroczyńskie [pronunciación en polaco: /ˈfranki vrɔˈt͡ʂɨɲskʲɛ/] es un pueblo ubicado en el distrito administrativo de Gmina Kutno, dentro del condado de Kutno, Voivodato de Łódź, en el centro de Polonia. Se encuentra a unos 7 kilómetros al suroeste de Kutno y a 49 kilómetros al norte de la capital regional Łódź.